# Nus borromeu

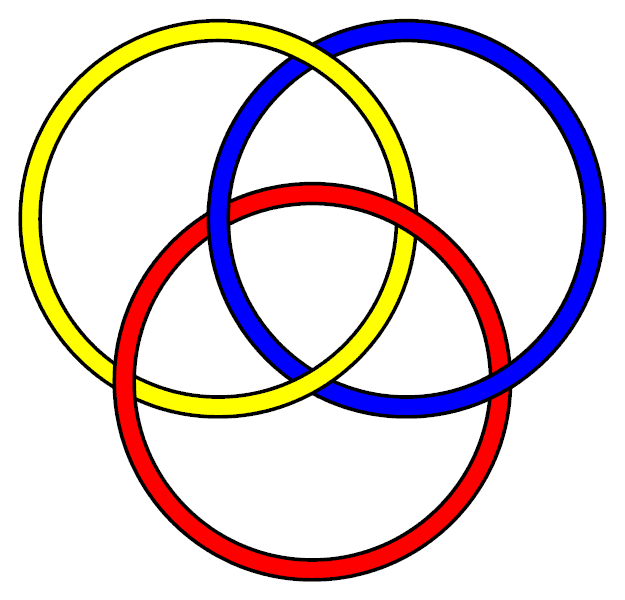
Nus borromeu

Es diu nus borromeu o nus Borromini el constituït per tres cercles enllaçats de tal manera que, en separar-ne un qualsevol dels tres, se n'alliberen els altres dos. És a dir, cap cercle passa per dins d'un altre (com farien dues baules d'una cadena), però el conjunt no es pot separar sense trencar un dels cercles. Estrictament parlant és un enllaç i no un nus.
Per aquesta característica resulta interessant per a la topologia combinatòria i per a la teoria de nusos. La denominació té origen en la família nobiliària italiana dels Borromeo, que va adoptar els tres cercles units en un nus com a principal emblema heràldic del seu blasó.
Sol representar-se com tres cercles o anells (flexibles, no rígids) parcialment entrellaçats, que s'intersequen de tal manera que en separar un dels anells queden lliures els altres dos, és a dir, els anells no estan enllaçats per parells. Les superfícies que descriuen aquests anells formen una zona central d'intersecció, tal com si es tractés d'un diagrama de Venn.
La propietat de que al tallar un dels anells s'alliberen els altres permet crear nusos borromeus de quatre o més anells.
En psicoanàlisi, a partir de l'ensenyament de Lacan s'utilitza el nus borromeu per a fer gràfica la relació entre els tres registres psíquics característics de l'ésser parlant: el Real, el Simbòlic i l'Imaginari, articulats al voltant de l'objecte causa del desig. Es tracta d'un desenvolupament complex que es presentà en el seminari 23 de Jacques Lacan (1975-1976).
Representat amb tres llaços circulars d'iguals dimensions ha estat utilitzat per la cristiandat -igual que el triangle equilàter- com a al·legoria de la Santíssima Trinitat.